# Устричне
Устричне — озеро на території Скадовського району (Херсонська область, Україна). Площа водного дзеркала — 3,94 км². Тип загальної мінералізації — прісне. Походження — лиманне. Група гідрологічного режиму — безстічний.

## Географія
Довжина — 3,05 км. Ширина середня — 1 км, найбільша — 1,85 км. Висота над рівнем моря: 0,5 м.
Озеро від Чорного моря відокремлене пересипом шириною 120—330 м. З морем не сполучається. Водойма неправильної подовженої форми, витягнута з північного заходу на південний схід.
Береги пологі.
Безпосередньо на схід від озера лежить смт Лазурне. На північному березі розташована Скадовська сонячна електростанція.